# Shokat Ali
Shokat Ali, angleški igralec snookerja pakistanskih staršev, * 4. marec 1970, Accrington, Anglija.

## Kariera
Ali je Anglež, vendar zastopa Pakistan na mednarodnih tekmovanjih.  Ali je postal profesionalec leta 1991, njegov najboljši dosežek na jakostnih turnirjih pa je prišel deset let kasneje, ko je na turnirju Thailand Masters leta 2001 dosegel četrtfinale, in v drugem krogu celo izločil Ronnieja O'Sullivana. 
Prvič je sicer nase navlekel pozornost, ko je leta 1998 na turnirju Grand Prix porazil Jimmyja Whita in se prebil v osmino finala.  Dvig forme in solidne rezultate je kazal tudi leta 1999. 
Ali je v karieri osvojil 240.000 $ nagrad, njegov najvišji niz znaša 139 točk. Leta 1998 je postal prvi človek, ki je osvojil zlato kolajno v biljardu na katerem od svetovnih tekmovanj - Azijskih igrah. 
Leta 2005 so iz njegovega avtomobila ukradli palico.  Njegovi rezultati so se slabšali, saj ni uspel najti palice, s katero bi kolikor toliko uspešno nadomestil staro. Leta 2007 je izpadel iz svetovne karavane, a nato leta 2008 nakazal vrnitev, ko je osvojil enega od turnirjev serije Pontin's International Open Series (PIOS). 
Ali je ob prijatelju in soigralcu Stuartu Pettmanu solastnik snooker kluba v Prestonu.

## Dosežki
- Svetovno prvenstvo 1996 - kapetan pakistanske ekipe
- Azijske igre 1998 - zlata kolajna
- Selektor pakistanske ekipe, 2006